# Gulug Co
Gulug Co (kinesiska: 苟仁错) är en sjö i Kina. Den ligger i provinsen Qinghai, i den nordvästra delen av landet, omkring 870 kilometer väster om provinshuvudstaden Xining. Gulug Co ligger 4 662 meter över havet. Arean är 18,4 kvadratkilometer. Trakten runt Gulug Co består i huvudsak av gräsmarker. Den sträcker sig 5,5 kilometer i nord-sydlig riktning, och 7,7 kilometer i öst-västlig riktning.